# Weisweiler
Weisweiler is een plaats in de Duitse deelstaat Noordrijn-Westfalen, gelegen in de Stedenregio Aken. Weisweiler maakt sinds 1972 deel uit van de stad Eschweiler. Weisweiler ligt in het gebied waar bruinkool gewonnen wordt. De plaats wordt gedomineerd door het energiecentrale Kraftwerk Weisweiler. Hier is de Duitse militaire begraafplaats in Weisweiler gelegen.

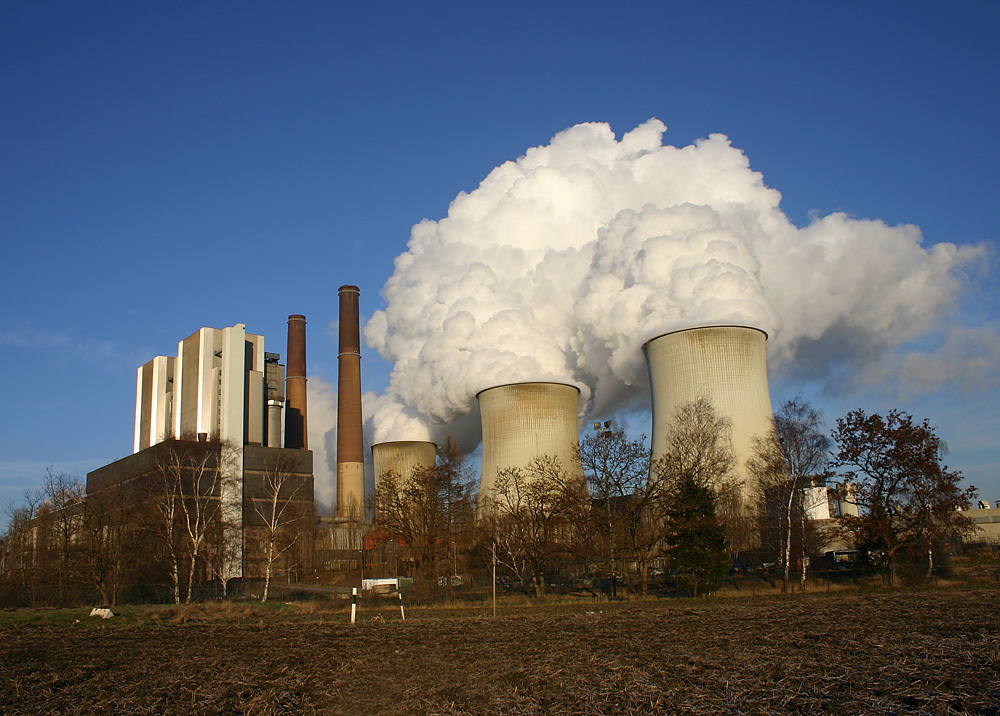
Kraftwerk Weisweiler

Van de jaren 1930 tot 1969 was het eindpunt van de Akense tramlijn 22 in Weisweiler. Deze tramlijn liep via Eschweiler, Atsch, Eilendorf en Aken naar Vaals.

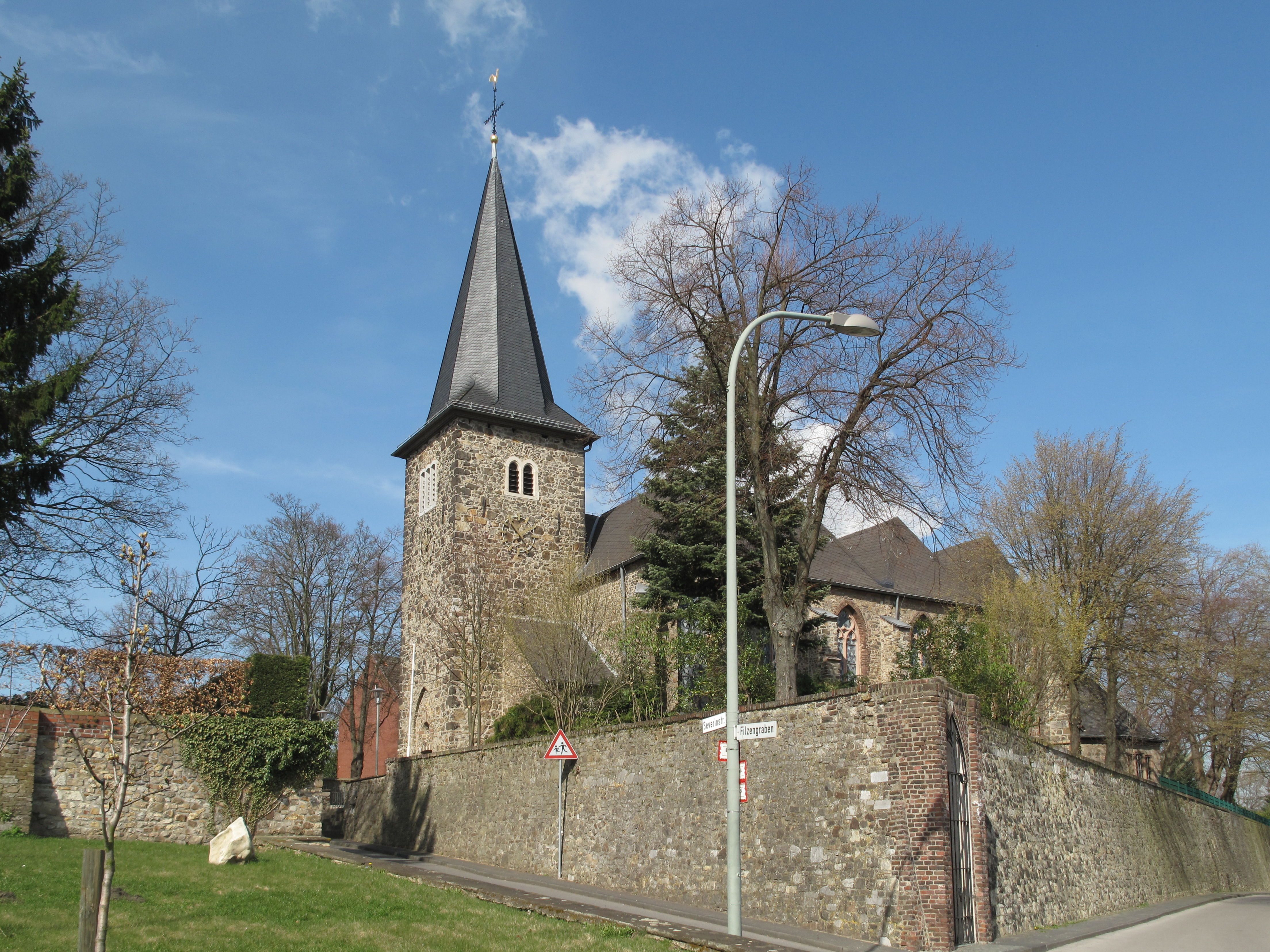
Weisweiler, kerk